# نواه هاتشينغز
نواه هاتشينغز (بالإنجليزية: Noah Hutchings)‏ هو مقدم برامج إذاعية أمريكي، ولد في 11 ديسمبر 1922، وتوفي في 17 يونيو 2015.